# Bernard Berg (Turner)
Bernard Peter Claus Berg (* 22. November 1871 in Schleswig-Holstein, Deutsches Reich; † 16. Oktober 1949 in Davenport, Iowa) war ein US-amerikanischer Turner deutscher Herkunft.

## Leben
Bernard Berg turnte für die Davenport Turngemeinde. Bei den Olympischen Sommerspielen 1904 in St. Louis nahm er in drei Einzeldisziplinen sowie im Mannschaftsmehrkampf teil.